# Anthocerotopsida
Anthocerotopsida é uma classe de antóceros (Anthocerotophyta), que agrupa todas as espécies daquele grupo com excepção das pertencentes ao género Leiosporoceros (inserido na classe Leiosporocerotopsida).

## Descrição
A classe Anthocerotopsida de Bary ex Jancz., 1957 caracteriza-se pela presença de poros de mucilagem na face ventral do talo das plantas jovens e adultas (excepto em Notothylas). Formam-se colónias globosas de cianobactérias do género Nostoc na região ventral do talo e está presente um bem desenvolvido cloroplasto com pirenoide central (que pode faltar em algumas espécies), com ou sem compartimentação, ou em alternativa existem vários cloroplastos por célula. Esporogónio com suturas obsoletas, uma recoberta por poucas camadas de células assimiladoras, um arquespório com uma camada de tétradas grandes entremeadas por escassos pseudoelatérios pequenos e ramificados ou longos e espiralados, com uma columela bem desenvolvida (excepto em Notothylas). Esporos normalmente em tétradas tetraédricas, ornamentadas.

## Taxonomia
A classe Anthocerotopsida inclui as seguintes ordens:
- Anthocerotales
- Dendrocerotales
- Notothyladales
- Phymatocerotales